# Pitkäsaari (ö i Finland, Norra Savolax, Nordöstra Savolax, lat 63,00, long 28,58)
Pitkäsaari är en ö i Finland. Den ligger i sjön Saarijärvi och i kommunen Kaavi i den ekonomiska regionen  Nordöstra Savolax ekonomiska region  och landskapet Norra Savolax, i den centrala delen av landet, 400 km nordost om huvudstaden Helsingfors. Öns area är 1,3 hektar och dess största längd är 260 meter i öst-västlig riktning.